# Waheed Karim
Waheed Karim (1965) is een Afghaans atleet, die zich heeft gespecialiseerd in lange afstanden. 

## Loopbaan
Karim deed op 2 december 1990 mee aan de California International Marathon en liep de afstand in 2:28.46, een nationaal record. Hij behaalde daar de 22ste plaats.
In 1991 vestigde hij bovendien een Afghaans record op de 5000 m, namelijk in 16.04,7. Dit record zou stand houden tot in 2010.

## Persoonlijke records
| Onderdeel | Prestatie       | Datum           | Plaats     |
| --------- | --------------- | --------------- | ---------- |
| 5000 m    | 16.04,7 (ex-NR) | 2 maart 1991    | San Diego  |
| marathon  | 2:28.46 (NR)    | 2 december 1990 | Sacramento |